# Ahmad Jalal Abualrub
Ahmad Jalal Abualrub, noto anche come AJ Abualrub (Ohio, 20 giugno 1987), è un modello statunitense, nel 2007 ha vinto il VMAN Ford Models Search ed è stato uno dei modelli emblematici del marchio Calvin Klein.

## Biografia
Ahmad Jalal Abualrub ha avuto i primi successi nel mondo della moda allorché, nel 2007, è stato premiato al concorso VMAN Ford Models Search.
Il primo importante lavoro di AJ Abualrub è stato per Calvin Klein, per il quale è stato per alcuni anni testimonial. Per il marchio di abbigliamento statunitense, nel 2009, ha posato per il fotografo David Sims con una capigliatura biondo platino che ha evidenziato il suo profilo androgino.
Per la rivista Vogue Hommes Japan ha posato nel 2009, in Kn'it' Boys, e nel 2010, in The Modern Standard, del fotografo spagnolo Miguel Reveriego.
Per il marchio Levi's è stato testimonial della stagione primavera estate, nella campagna pubblicitaria firmata da Ryan McGinley.
Nell'ottobre 2010 è stato collocato al ventisettesimo della Top 50 dei migliori modelli internazionali maschili stilata da Models.com.

## Agenzie
- Ford Models: New York
- Nevs: Londra
- SPIN Model Management: Amburgo
- Scoop Models: Copenaghen
- d'management group: Milano
- Success Models: Parigi